# Mick van Buren
Mick van Buren (Ridderkerk, 24 de agosto de 1992) es un futbolista neerlandés que juega de delantero en el F. C. Hradec Králové de la Liga de Fútbol de la República Checa.

## Clubes
| Club                                   | País            | Año       |
| -------------------------------------- | --------------- | --------- |
| Excelsior Rotterdam                    | Países Bajos    | 2011-2013 |
| Esbjerg fB                             | Dinamarca       | 2013-2016 |
| S. K. Slavia Praga                     | República Checa | 2016-2024 |
| ADO Den Haag (cedido)                  | Países Bajos    | 2020      |
| S. K. Dynamo České Budějovice (cedido) | República Checa | 2020      |
| S. K. Dynamo České Budějovice (cedido) | República Checa | 2021-2022 |
| F. C. Slovan Liberec (cedido)          | República Checa | 2022      |
| KS Cracovia                            | Polonia         | 2024-2025 |
| F. C. Hradec Králové                   | República Checa | 2025-act. |

## Palmarés

### Títulos nacionales
| Título                     | Club               | País            | Año  |
| -------------------------- | ------------------ | --------------- | ---- |
| Liga de la República Checa | S. K. Slavia Praga | República Checa | 2017 |
| Copa de la República Checa | S. K. Slavia Praga | República Checa | 2018 |
| Liga de la República Checa | S. K. Slavia Praga | República Checa | 2019 |
| Copa de la República Checa | S. K. Slavia Praga | República Checa | 2019 |
| Liga de la República Checa | S. K. Slavia Praga | República Checa | 2021 |
| Copa de la República Checa | S. K. Slavia Praga | República Checa | 2021 |
| Copa de la República Checa | S. K. Slavia Praga | República Checa | 2023 |